# Kościół św. Franciszka z Asyżu w Radzanowie
Kościół św. Franciszka z Asyżu w Radzanowie – rzymskokatolicki kościół parafialny należący do dekanatu strzegowskiego, diecezji płockiej.
Obecna świątynia została wzniesiona w stylu neobarokowym według projektu Stefana Szyllera w latach 1924–1932. Kościół został zbudowany dzięki staraniom księży: Sławomira Zalewskiego i Józefa Jagodzińskiego. Budowla została konsekrowana w dniu 28 maja 1934 roku przez biskupa Leona Wetmańskiego. W latach 1958–1959 kościół otrzymał nową polichromię. Od 1980 świątynia jest gruntownie remontowana. W ramach tych prac zostały wymienione: dach, zewnętrzne tynki, sklepienie i instalacja elektryczna. Wnętrze zostało ponownie wymalowane, zostały odnowione ołtarze a także wzbogacono budowlę o nowe meble i nowe organy.
W ołtarzu głównym jest umieszczony obraz Matki Bożej z Dzieciątkiem z XVII wieku, namalowany przesz szkołę flamandzką, pochodzący ze zrujnowanego na początku XIX wieku kościoła świętych Filipa i Jakuba w Zgliczynie Kościelnym. Ambona w stylu rokokowo-klasycystycznym pochodzi z drugiej połowy XVIII wieku. Do zabytków ruchomych kościoła należą: barokowy drewniany krucyfiks z XVIII wieku, Monstrancja z blachy złoconej i srebrzonej, klasycystyczna z XVIII/XIX wieku, obraz św. Rocha z połowy XVIII wieku.